# Louis Bell
Louis Russell Bell (Quincy, 27 maggio 1982) è un produttore discografico, cantautore e compositore statunitense.

## Biografia
Nato a Quincy, ha iniziato a prendere lezioni di pianoforte all'età di 11 anni e ha usato questa abilità per realizzare dei beat attraverso il software FL Studio, che gli ha permesso di divenire un rapper, registrarsi ed eventualmente aprire uno studio di propria proprietà a Boston dove lavorerà con diversi artisti.
Nel corso degli anni ha composto e prodotto brani per artisti come i 5 Seconds of Summer, Camila Cabello, Cardi B, Juice Wrld, Lana Del Rey, Little Mix, Post Malone, Shawn Mendes e Taylor Swift.
A luglio 2019 è divenuto il secondo produttore in assoluto ad occupare la vetta della classifica Hot 100 Producers, redatta da Billboard, e agli iHeartRadio Music Awards del 2019 e del 2020 ha trionfato come Produttore dell'anno. Nel 2021 ha firmato un contratto con l'Universal Music Publishing Group.